# 北東回廊

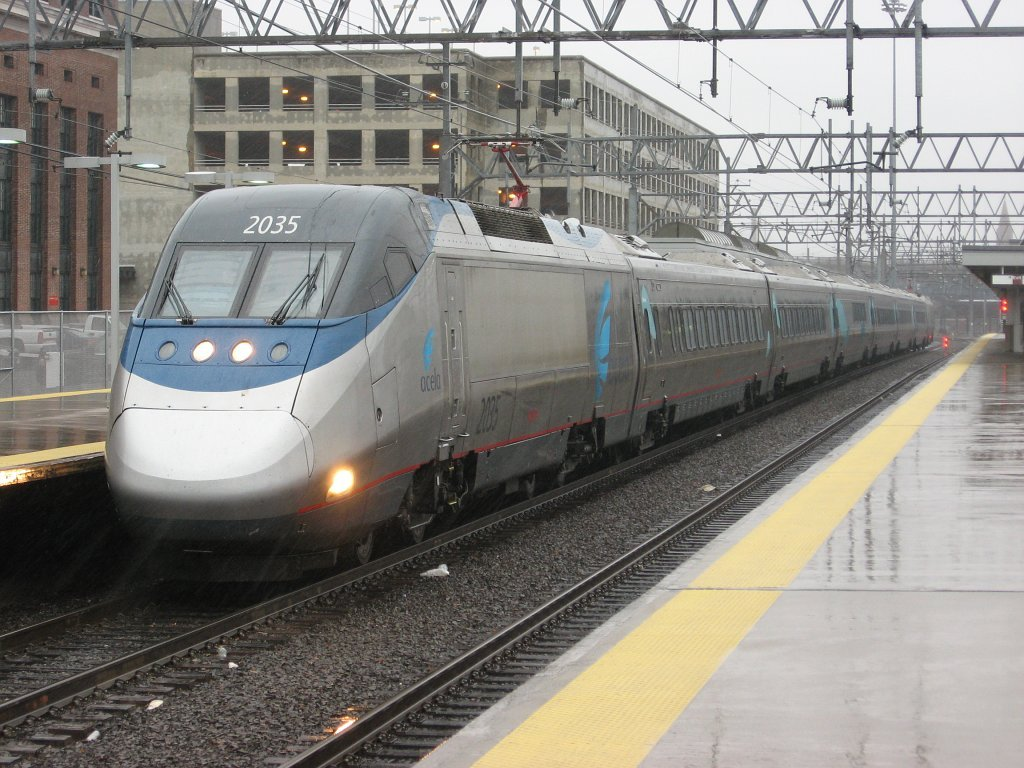
コネチカット州ニューヘイブンのユニオン駅に停車するアセラ・エクスプレス

北東回廊（ほくとうかいろう、英語: Northeast Corridor、略: NEC）は、アメリカ合衆国ワシントンD.C.からボストンまで735kmを結ぶ鉄道路線である。アメリカ国内で乗客数および列車運行本数が最大の路線である。

## 概要
全線が電化されており、ワシントンD.C.からボストンまでの、ボルチモア・ウィルミントン・フィラデルフィア・トレントン・ニューアーク・ニューヨーク・ニューヘイブン・プロビデンスといったもっとも人口密度が高い都市化された地域を運行している。またキーストーン回廊 (Keystone Corridor) として知られるフィラデルフィアとピッツバーグを結ぶ支線、ニューヘイブン-スプリングフィールド線 (New Haven–Springfield Line) として知られるニューヘイブンとスプリングフィールドを結ぶ支線、エンパイア回廊 (Empire Corridor) として知られるニューヨークとナイアガラフォールズを結ぶ支線など、いくつかの通勤輸送の支線がある。アメリカ合衆国でもっとも旅客の多い駅はニューヨークにあるペンシルベニア駅で、北東回廊の中心となるターミナル駅である。
北東回廊の特徴は、架空電車線方式を採用して高速鉄道を走らせていることが挙げられる。路線の大半はアムトラックが所有・運営しており、高速鉄道であるアセラ・エクスプレスを運行している。また、アムトラックは在来速度の一般列車も走らせているほか、各私鉄の貨物列車も同じ線路を走行している。北東回廊沿いでは、他にいくつかの事業者が電車もしくは気動車で地域輸送を提供している。そうした事業者としては、メリーランド州とワシントンD.C.におけるMARC (MARC Train)、マサチューセッツ州とロードアイランド州におけるマサチューセッツ湾交通局 (MBTA)、ニューヨーク州とコネチカット州におけるメトロノース鉄道、ニュージャージー州とニューヨーク州におけるニュージャージー・トランジット、ペンシルベニア州・デラウェア州・ニュージャージー州中心部における南東ペンシルベニア交通局 (SEPTA)、コネチカット州におけるショート・ライン・イースト (Shore Line East) がある。北東回廊の本線のほぼ全体にわたって州間高速道路95号線がすぐそばを並行して走っており、高速道路上から北東回廊を見ることができる場所がある。コネチカット州ではすぐそばを走っており、場所によってはまったく同じ曲線を描いて走っている。

## 運行形態
北東回廊で本数最多の区間はボストン・スプリングフィールド・マサチューセッツ・ニューヨーク・ワシントンD.C.の間で、毎日多くの列車が運行されている。アトランティックシティへは金曜日・土曜日・日曜日にアトランティックシティ・エクスプレス・サービス (Atlantic City Express Service) が運行されている。カーディナル (Cardinal) は、シカゴとワシントンD.C.を北東回廊経由で結んでおり、水曜日・金曜日・日曜日に運転される。アトランティックシティ・エクスプレスもカーディナルも週3回の運行である。アムトラックは、北東回廊とその支線沿いの都市同士を結ぶ都市間輸送シェアの14%を担っており、それ以外は航空機・自動車・長距離バスが担当している。

### 都市間列車
北東回廊の駅に発着するアムトラックおよびその他の事業者の列車は以下の通り。
- アセラ・エクスプレス - ボストンとワシントンD.C.を結ぶ高速列車。
- アディロンダック (Adirondack) - モントリオールとの間を帝国（エンパイア）回廊経由で結ぶ。
- キャピトル・リミテッド - シカゴとワシントンD.C.を結ぶ。北東回廊の電化区間は経由せず、スーパーライナーとGE ジェネシスが用いられる。
- カーディナル (Cardinal) - シカゴとワシントンD.C.を北東回廊経由で水曜日・金曜日・日曜日に結ぶ。時刻は曜日によって変わる。
- カロライニアン (Carolinian) - シャーロットとの間を結ぶ。
- クレセント - ニューオーリンズとの間を結ぶ。
- エンパイア・サービス  - 帝国（エンパイア）回廊に沿ってナイアガラフォールズと結ぶ地域輸送列車。ほとんどの列車はオールバニ発着で、2本のみナイアガラフォールズ発着となる。西行きのナイアガラフォールズ行き列車は1日2本、東行きのナイアガラフォールズ発列車は1日1本が定期で、もう1本の時刻は曜日によって変わる。
- イーサン・アレン・エクスプレス (Ethan Allen Express) - ラトランド (Rutland) との間を帝国（エンパイア）回廊沿いに結ぶ。時刻は曜日によって変化する。
- キーストーン・サービス - フィラデルフィアまでの北東回廊沿いの地域輸送とキーストーン回廊沿いのハリスバーグまでの運転。双方向とも曜日によって時刻が変わり、フィラデルフィア発着の列車もある。
- レイクショア・リミテッド - シカゴとボストンの間を北東回廊沿いに結び、帝国（エンパイア）回廊を経由してニューヨークとドピュー (Depew) を結ぶ。
- メープルリーフ - トロントと帝国（エンパイア）回廊経由で結ぶ国際列車。
- ニューヘイブン-スプリングフィールドシャトル (New Haven–Springfield Shuttle) - ニューヘイブン-スプリングフィールド線経由でニューヘイブンとスプリングフィールドを結ぶ。
- ノースイースト・リージョナル - ボストンあるいはニューヘイブン-スプリングフィールド線経由でスプリングフィールドから、北東回廊沿いにニューヨーク・ワシントンD.C.・リッチモンド (バージニア州)・ニューポートニューズ・リンチバーグなどまでの列車。多くの列車はワシントンD.C.までである。リッチモンドやニューポートニューズまでは毎日数本の列車が運転されているが、リッチモンド発着の列車もある。1本は定期列車であるが、他の列車は曜日によって時刻が変化する。2014年2月7日より新型機関車ACS-64 (Amtrak Cities Sprinter) 牽引による運行が始まった。2015年までに北東回廊を走る大半の列車がACS-64にて置き換わる予定である。[3]
- パルメット (Palmetto) - サバンナと結ぶ。
- ペンシルバニアン (Pennsylvanian) - 北東回廊とキーストーン回廊を通じてピッツバーグまでの列車。
- シルバー・メティオ - マイアミと結ぶ。
- シルバー・スター (Silver Star) - マイアミと結ぶ。
- バーモンター (Vermonter) - セント・アルバンス (St. Albans) へ北東回廊・ニューヘイブン-スプリングフィールド線経由で結ぶ。

### 通勤鉄道
アムトラックに加えて、複数の通勤鉄道事業者が北東回廊を運行している。
- MARC (MARC Train) 
  - ペン線 (Penn Line) - ワシントン - ペリービル (Perryville) 間、月曜日から金曜日までの運行。
- マサチューセッツ湾交通局 (MBTA) 
  - プロビデンス/ストートン線 (Providence/Stoughton Line) - プロビデンス - ボストン間。
  - フランクリン線 (Franklin Line) - ハイドパーク (Hyde Park) - ボストン間。
  - ニーダム線 (Needham Line) - ラグルズ (Ruggles) - ボストン間。
  - フレイミングハム/ウースター線 (Framingham/Worcester Line) - バック・ベイ駅 - ボストン間。
- メトロノース鉄道
  - ニューヘイブン線 (New Haven Line) - ニューロシェル - ニューヘイブン間。
  - ダンベリー支線 (Danbury Branch) - ノーウォーク - ダンベリー間。
  - ニューケーナン支線 (New Canaan Branch) - スタンフォード - ニューケーナン (New Canaan) 間。
  - ウォーターベリー支線 (Waterbury Branch) - ストラトフォード (Stratford) - ウォーターバリー 間。
- ニュージャージー・トランジット
  - アトランティックシティ線 (Atlantic City Line) - 30丁目駅 - フランクフォードジャンクション間。
  - 北東回廊線 (Northeast Corridor Line) - トレントン - ニューヨーク間。
  - ノースジャージー・コースト線 (North Jersey Coast Line) - ローウェー - ニューヨーク間。
  - モリスタウン線 (Morristown Line) - セコーカスジャンクション - ニューヨーク間。
  - グラッドストーン支線 (Gladstone Branch) - セコーカスジャンクション - ニューヨーク間。
  - モントクレア-ブーントン線 (Montclair-Boonton Line) - セコーカスジャンクション - ニューヨーク間。
- 南東ペンシルベニア交通局 (SEPTA)
  - R1系統 (R1) - 30番通り駅からサウスウェスト・フィラデルフィアのフィル・インターロッキングまで。
  - R2系統 (R2) - ニューアーク - フィラデルフィア間。
  - R3系統 (R3) - 30番通り駅からユニバーシティ・シティのアーセナルジャンクションまで。
  - R5系統 (R5) - ソーンデール (Thorndale) 発着。
  - R7系統 (R7) - フィラデルフィア - トレントン間。
  - R8系統 (R8) - 30番通り駅からノースフィラデルフィア駅まで。
- ショア・ライン・イースト (Shore Line East) 
  - スタンフォード - ニューロンドン間。

運行終了したもの 
- アトランティックシティ・エクスプレス・サービス (Atlantic City Express Service) 
  - ニューヨークペンステーション - アトランティックシティレールターミナル間。（2011年9月18日限りで運行終了）

### 貨物列車
北東回廊における貨物営業は、線路利用権 (trackage right) によって提供されている。ノーフォーク・サザン鉄道がフィラデルフィア以南で、CSXトランスポーテーションがニューヨークからニューヘイブンまでとマサチューセッツ州で権利を持っている。CSXトランスポーテーションは、北東回廊から分岐しているメリーランド州ランドオーバー (Landover) までのランドオーバー支線 (Landover Subdivision) とボウイー (Bowie) までのポープス・クリーク支線 (Pope's Creek Subdivision) についても権利を持っている。フィラデルフィアからニューヨークまでは、かつて北東回廊全線で営業していたコンレールが、CSXトランスポーテーションおよびノーフォーク・サザン鉄道に対する入換専業鉄道として今でも営業している。プロビデンス・アンド・ウースター鉄道 (Providence and Worcester Railroad) は、ニューヘイブンからロードアイランド州までの区間での地域貨物営業を行っており、またニューヘイブンからニューヨークまでの付随的線路利用権を持っている。

## 設備と施設

### 線路
北東回廊は旅客輸送が主体の路線であり、アムトラックと各州の機関が共同で所有している。アムトラックはワシントンからニューヨーク北の郊外の町であるニューロシェルまでの線路を所有している。
ニューロシェルからニューヘイブンまではニューヨーク州およびコネチカット州が所有しており、メトロノース鉄道の通勤列車が運行されている。ニューヘイブン以北では再びアムトラックの所有となり、この区間はロードアイランド州とマサチューセッツ州の境界までである。この州境からボストンまではマサチューセッツ州が所有している。
アムトラックの所有している北東回廊の区間では、2006年に何度か目立った電力システム障害やその他のインフラストラクチャーの問題を経験している。断続的に発生する停電によりアムトラックや通勤輸送列車に最大5時間の遅れが発生したことがある。鉄道監督当局はアムトラックの財務上の問題が、建設されて100年にもなる線路や電力供給設備の劣化の原因であるとしている。

### 駅
アムトラックはニューヨークのペンシルベニア駅、フィラデルフィアの30丁目駅、ボルチモアのペンシルベニア駅、ワシントンD.C.のユニオン駅を所有している。

### 踏切
ニューヨークとワシントンD.C.の間では、アムトラックがメトロライナーを電車から機関車牽引列車に置き換えた1980年代中ごろから踏切の除去が進められてきた。北東回廊には全部で11の踏切が残されており、すべてコネチカット州南東部にある。駅のすぐそばにあるニューロンドンの3つの踏切以外は、すべて車線の全部を閉鎖する遮断機が付けられており、車線の出口側の遮断機閉鎖の遅れ時間のない方式である。アムトラックの関係者に閉じ込められた自動車がいることを警報するために、遮断機内の空間に誘導ループ線が設置されている。

### 電化方式
北東回廊の区間のうち、第二次世界大戦前に電化された区間は、交流25 Hz 11,000 Vとなっている。一方、アセラ・エクスプレス運行のために20世紀末になって電化されたニューヘイブン以北の区間は、現代において標準的な交流60 Hz 25,000 Vの電化方式を採用している。メトロノース鉄道が運行している区間では、25 Hz 11,000 Vの電化方式を変更して、60 Hz 12,000 Vとした。このため、北東回廊ではボストン - ニューヘイブンが60 Hz 25 kV、ニューヘイブン - ヘルズゲート橋が60 Hz 12 kV、ヘルズゲート橋 - ワシントンD.C.が25 Hz 11 kVと3種類の電化方式が混在することになった。この区間を運行する車両は、これら3つの電化方式に対応するようになっている。

## 歴史
新規に建設されたヨーロッパの大半の高速鉄道路線と異なり、北東回廊はもっとも古い区間では1830年代に建設され、それぞれの区間で別々に建設された既存の路線を使っている。もっとも新しい区間で、ヘルゲート橋とニューヨーク・コネクティング鉄道 (New York Connecting Railroad) の区間が1917年開業である。ニューヨーク・ニューヘイブン・アンド・ハートフォード鉄道が北東回廊のプロビデンス-ボストン間を含むオールド・コロニー鉄道 (Old Colony Railroad) を買収した1893年以来、北東回廊は2社が保有してきた。ワシントンD.C.からニューヨークまでがペンシルバニア鉄道で、ニューヨークからボストンまでがニューヨーク・ニューヘイブン・アンド・ハートフォード鉄道であった。両社の所有する北東回廊は、フィラデルフィア-ワシントン本線 (Philadelphia-to-Washington Main Line) とかフィラデルフィア-ニューヨーク本線 (Philadelphia-to-New York Main Line)、海岸線 (Shore Line) などとして知られた。
ワシントンD.C.とニューヨークの間を結ぶペンシルバニア鉄道は、ニューヨークのマンハッタンの中心部に地下にペンシルベニア駅を20世紀初頭に建設した。西側のニュージャージー州からトンネルに入り、ハドソン川をくぐってマンハッタンにペンシルベニア駅があり、そのまま地下のままでイースト川をくぐってロングアイランド側のサニーサイド・ヤードへ通じるようになった。一方で、ボストンとニューヨークの間を結ぶニューヨーク・ニューヘイブン・アンド・ハートフォード鉄道は、やはり同様に20世紀初頭に地下のターミナル駅としてグランド・セントラル駅を建設した。マンハッタンに北側からアクセスして、地下線で南下してグランド・セントラル駅へ到達する構造となっていた。両社の駅は近接していたが、直接接続する線路はなかった。両社を結ぶのが共同出資で設立されたニューヨーク・コネクティング鉄道で、ニューヨーク・ニューヘイブン・アンド・ハートフォード鉄道の路線の途中から分岐して、ヘルゲート橋でロングアイランドへ渡り、ペンシルバニア鉄道のサニーサイド・ヤードにつながる構造となっていた。この構造のため、ボストンからワシントンD.C.まで通しで列車を運転しようとすると、ニューヨーク・コネクティング鉄道を経由してペンシルベニア駅に発着することになる。しかし実際には、両社が同一の事業体になるまでこうした列車はほとんど運転されなかった。
1968年、ペンシルバニア鉄道はかつてのライバルであったニューヨーク・セントラル鉄道と合併してペン・セントラル鉄道となった。ニューヨーク・ニューヘイブン・アンド・ハートフォード鉄道は1969年にペン・セントラル鉄道に合併され、これによりワシントンからボストンまでの北東回廊全体がペン・セントラル鉄道1社の管轄下に入った。1971年にアムトラックが設立され、都市間旅客列車は連邦政府の管轄下に入った。1976年にはペン・セントラル鉄道が倒産し、政府が出資する公社であるコンレールが引き継いだ。既に都市通勤輸送の機関に対して売却されていた区間を除き、北東回廊の区間はアムトラックに対して売却された。北東回廊の買収はその当時は議論を呼んだ。アメリカ合衆国運輸省は政治的な理由により当初は、アムトラックが北東回廊再建の管理を認めるまで数ヶ月に渡ってこの売買を差し止め、資金供給を保留していた。

### ニューヨーク電化
現在の北東回廊をなしている区間で蒸気鉄道として運行されていた路線を電化するプロジェクトは、1896年にボルチモア・アンド・オハイオ鉄道のボルチモア・ベルト線 (Baltimore Belt Line) および、ニューヨークのグランド・セントラル駅へのニューヨーク・セントラル鉄道の区間の一部としての、ニューヨーク・アンド・ハーレム鉄道 (New York and Harlem Railroad) のパーク・アベニュートンネル (Park Avenue Tunnel) の区間から始められた。後者は、ニューヨーク・ニューヘイブン・アンド・ハートフォード鉄道も線路使用権を持っている区間であった。世界で初めての電化された都市鉄道ターミナルとして1900年にパリのオルセー駅が開業して、電気鉄道という新技術が実用可能なものとなり、ニューヨーク・セントラル鉄道はグランド・セントラル駅とモット・ヘイブン (Mott Haven) の分岐点の間の電化を検討し始めた。電気鉄道は既にニューヨーク・ニューヘイブン・アンド・ハートフォード鉄道のいくつかの支線において運行されていたが、それは第三軌条方式または架空電車線方式のインターアーバンであった。
当時使用されていた蒸気機関車の排気による大気汚染で視界が悪化して発生した、1902年1月8日の死者17人の事故により公衆からの非難を受けて、マンハッタンにおける電気鉄道運転への後押しがされることになった。ニューヨーク・ニューヘイブン・アンド・ハートフォード鉄道は1905年にニューヨークからスタンフォードまでの本線を電化すると発表した。1912年に開業した新しいグランド・セントラル駅の建設と並行して、ニューヨーク・セントラル鉄道は路線の電化を進め、ハドソン線のハイブリッジ (Highbridge) までの電車の運転を1906年12月11日に開始した。グランド・セントラル駅まで1907年2月13日から電気機関車が乗り入れを開始し、ニューヨーク・ニューヘイブン・アンド・ハートフォード鉄道のマンハッタン乗り入れ旅客列車がすべて電気運転となった後、1908年6月30日からグランド・セントラル駅へ乗り入れるニューヨーク・セントラル鉄道のすべての旅客列車が電気運転となった。1914年6月22日にニューヨーク・ニューヘイブン・アンド・ハートフォード鉄道の電化はニューヘイブンまで延びたが、長年の間電化はここまでであった。
同時期に、ペンシルバニア鉄道はニューヨークのペンシルベニア駅と、そこへの電化された乗り入れ路線を建設していた。ペンシルベニア駅に乗り入れるのは、ニュージャージー州におけるペンシルバニア鉄道の路線と、ロングアイランド鉄道であった。ロングアイランド鉄道の電気運転は、1905年にブルックリンからジャマイカ駅までのアトランティック支線 (Atlantic Branch) から始まり、1910年6月にはペンシルベニア駅までの本線としてロングアイランドシティへの路線でも始まった。ペンシルベニア駅は1910年9月8日にロングアイランド鉄道向けの営業が始まり、11月27日にはペンシルバニア鉄道向けの営業も始まった。ペンシルベニア駅へ乗り入れるペンシルバニア鉄道の列車は、マンハッタン・トランスファー駅 (Manhattan Transfer) において蒸気機関車から電気機関車に機関車の交換を行い、またここで列車同士の乗換もできるようになっていた。
1911年7月29日にはニューヨーク・ニューヘイブン・アンド・ハートフォード鉄道は、後にニューヨーク・コネクティング鉄道とそのヘルゲート橋が完成することによって本線となった、ハーレム・リバー支線 (Harlem River Branch) という郊外の支線を電化した。ヘルゲート橋は1917年4月1日に開通したが、1918年まで蒸気機関車牽引で運転され、ペンシルベニア駅の東側にあるサニーサイド・ヤード (Sunnyside Yard) で機関車交換をしていた。

### フィラデルフィア電化
1905年にペンシルバニア鉄道は、フィラデルフィアの郊外の路線の電化を発表し、これは最終的に電化区間を延長してニューヨークとワシントンD.C.の間の全線の電化につながるものとなった。電気運転は、ペンシルバニア鉄道本線において西方のパオリ (Paoli) までの区間で1915年9月11日に電車で始められ、この区間は現在キーストーン回廊になっている。現在はSEPTAのR8系統 (R8) になっている、チェスナット・ヒル (Chestnut Hill) までの北東回廊の区間を含む電気運転は、1918年3月30日に開始された。北東回廊上のウィルミントンまでの地域輸送の電気運転は1928年9月30日から開始され、さらにトレントンまで1930年6月29日から開始された。

### 北東回廊南部: ニューヨークからワシントンまで

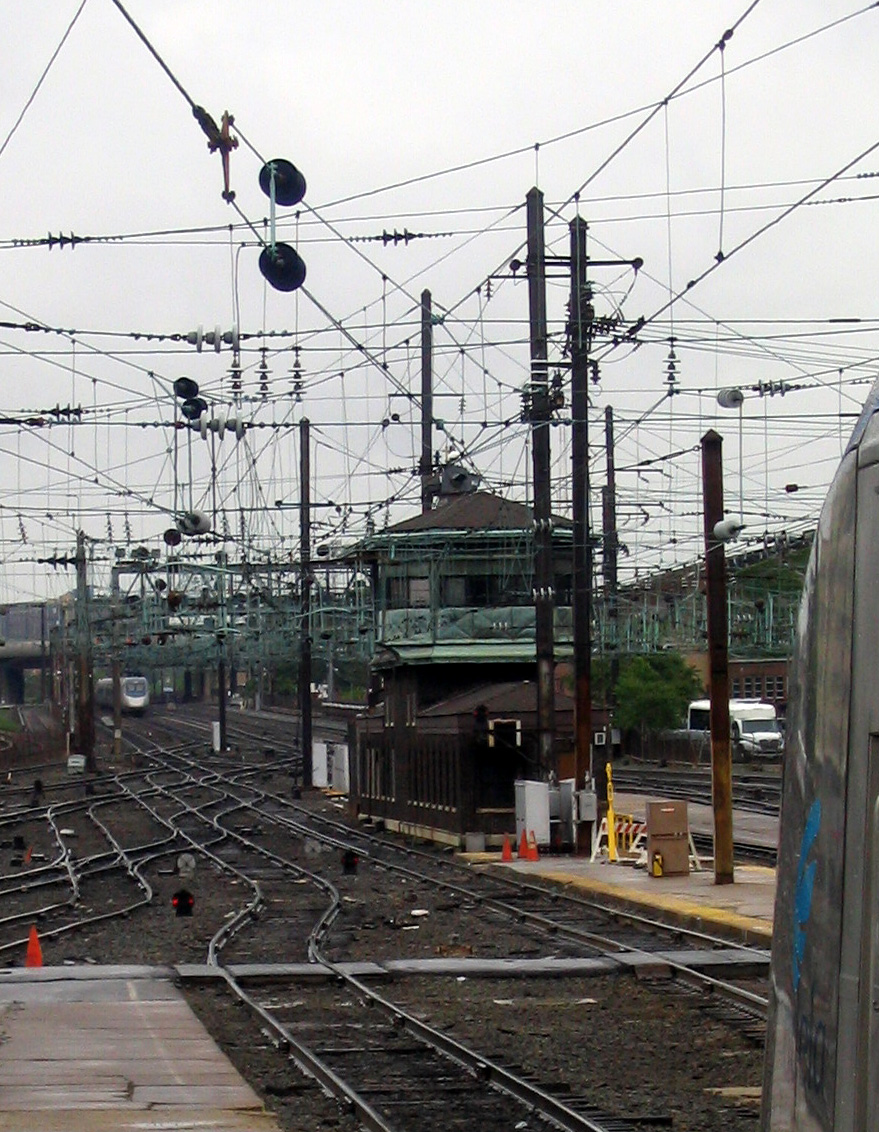
ワシントンのユニオン駅のすぐ北にある"K"タワー、北東回廊のフィラデルフィア以南では唯一残っている信号扱所である

ペンシルバニア鉄道の電化はさらに進展し、1932年12月8日からジャージーシティのターミナル駅であるエクスチェンジ・プレイス駅 (Exchange Place) とニューブランズウィックの間で電気運転が始まり、これによりニューヨークのペンシルベニア駅からの電気運転がマンハッタン・トランスファー駅より先まで延びることになった。1933年1月16日には残されたニューブランズウィックとトレントンの間の電化が完成し、これによりニューヨークからフィラデルフィア、そしてその先のウィルミントンまで完全に電化された都市間鉄道が完成した。ワシントンD.C.までの直通列車はウィルミントンまで架線の下を走ることになり、2月12日から機関車交換地点がマンハッタン・トランスファー駅からウィルミントンへ変更された。同様に、フィラデルフィアより西側へ走る列車についても、4月9日から機関車交換地点がパオリへ変更された。
ウィルミントンより南の電化については、世界恐慌のために1933年に延期されたが、ペンシルバニア鉄道は何とか連邦政府からの融資を受けることができたため、翌年から工事が再開された。ボルチモアのトンネルは造り直され、1935年2月10日からニューヨークとワシントンの間で電気運転が開始された。4月7日にニューヨーク - ワシントン間のすべての旅客列車の電気運転化が完成した。この時点で1日639本の列車が運転されており、このうち191本が電気機関車牽引で、448本が電車であった。ニューヨーク - ワシントン間の貨物列車の電気運転は、ニュージャージーとワシントンにおける貨物線が電化されるのを待って、5月20日から開始された。ポトマック川を渡ってポトマック・ヤード (Potomac Yard) までと、その沿線のいくつかの貨物支線の電化は1937年から1938年にかけて行われた。ポトマック・ヤード自体の電化は1981年まで遅れている。

#### 営業列車としての北米最高速度記録
UAC ターボトレインは、1967年12月20日、まだこの区間がペンシルバニア鉄道の管轄下であった頃に、北東回廊のニューブランズウィック - トレントン間で時速274.8キロメートルの営業列車としての北米最高速度記録を達成している。

### 北東回廊北部: ニューヨークからボストンまで
ニューヘイブンからプロビデンスおよびボストンまでの北部の区間の電化は、ニューヨーク・ニューヘイブン・アンド・ハートフォード鉄道によって計画され、取締役会によってアメリカが第一次世界大戦に参戦する直前に承認された。この計画は、戦争に突入したことと会社の財務問題により、実行されなかった。数十年後、ニューヘイブンとボストンの間の電化計画を含む法案が1976年にジェラルド・R・フォード大統領により承認された。この計画は1980年以降、レーガン政権の反対によって延期された。この区間の電化は最終的にアセラ・エクスプレスの運行が開始された2000年12月の直前に完成した。

### ペン・セントラル鉄道からアムトラック: 北東回廊の形成
ニューヨーク・コネクティング鉄道およびヘルゲート橋により北部と南部の区間は接続されていたにもかかわらず、ペンシルバニア鉄道とニューヨーク・ニューヘイブン・アンド・ハートフォード鉄道がそれぞれ1968年と1969年にペン・セントラル鉄道に合併し、そして1971年にアムトラックが設立されるまで、これらの区間は互いにほとんど独立して運行されていた。1970年9月21日から「ターボサービス」(Turboservice) 以外のニューヨーク - ボストン間のすべての列車がグランド・セントラル駅からペンシルベニア駅へ発着が変更となり、「ターボサービス」も1971年2月1日に変更された。アメリカにおける都市間旅客列車の運行をアムトラックが1971年5月1日に引き継ぐと、すぐにより多くの列車をニューヨークの前後を通しで走らせるようになった。これは部分的には、サニーサイド・ヤードの整備水準が貧弱であるためであった。グランド・セントラル駅は行き止まりのターミナルであったため、この変更により長距離列車の発着はなくなり、以後はメトロノース鉄道の通勤列車が主に利用する駅となった。
この頃、ニューイングランドにおける鉄道貨物営業は衰退しつつあった。1975年2月26日のコンレール設立の予備計画では、北東回廊のうちコネチカット州グロトンとロードアイランド州ヒルス・グローブ (Hills Grove) の間のすべての貨物営業を廃止することを提案していた。しかし3月14日、アメリカ鉄道連盟はこれらの区間を再評価して、貨物営業を続行するということを発表した。
ニューヨーク州ウッドローン (Woodlawn) からニューヘイブンまでのニューヘイブン線のうち、それぞれの州内の区間を1971年1月1日にペン・セントラル鉄道からニューヨーク州は買収し、コネチカット州は借り上げた。この区間はメトロポリタン・トランスポーテーション・オーソリティが運行している。1973年1月27日、マサチューセッツ州はプロビデンス/ストートン線の州内の区間をマサチューセッツ湾交通局のために買収した。1973年の地域鉄道再生法 (Regional Rail Reorganization Act) ではアムトラックが北東回廊を買収することを規定し、これ以外の北東回廊区間のすべてがコンレールの設立と同時の1976年4月1日にアムトラックに引き渡された。コンレールはこの区間の全線について線路使用権を保有した。プロビデンス・アンド・ウースター鉄道に売却されたニューヘイブンからロードアイランド州とマサチューセッツ州の境界までの区間を除き、この権利は1999年にコンレールが分割されて、南部がノーフォーク・サザン鉄道に、北部がCSXトランスポーテーションになるまで維持された。アムトラックは現在マサチューセッツ州の区間について運行および保守を行っているが、ニューヘイブンからニューロシェルまでの区間はメトロノース鉄道が運行しており、これは高速鉄道の営業を確保する上で問題となっている。

### 北東回廊改良計画
1980年代に、ワシントンD.C.からボストンまでの鉄道網の大規模な修繕と改良が行われた。この計画は北東回廊改良計画 (NECIP: Northeast Corridor Improvement Project) と呼ばれ、ゼネラル・レールウェイ・シグナルによる安全性の向上と信号システムの近代化や、クライスラーによるフィラデルフィア・ニューヨーク・ボストンにおける新しい指令センターなどを含んでいた。これによりさらに多くの列車を高速で頻繁に運転できるようになり、後の高速鉄道の運行への準備を整えることになった。また北東回廊でもっとも成功した機関車であるAEM-7型が導入された。この機関車により、都市間の所要時間が短縮された。

### アセラ・エクスプレスへの準備
新しい高速列車であるアセラ・エクスプレスの運行の準備として、アムトラックは北東回廊のニューヨーク以北の区間を1990年代前半に改良した。踏切は除去され、いくつかの橋が架け替えられ、曲線が改良された。1996年から電化が北へニューヘイブンとボストンの間の253 キロメートルにわたって延長された。木製の枕木がコンクリート製のものに置き換えられ、溶接によるロングレールで重軌条化された。ニューヨーク以南のプラットホームはもともと1960年代末にメトロライナー電車の運行のために建設されたものであったが、新しい車両に合わせて改築された。ニューヨーク以北のプラットフォームはまったく一から建設された。

### 高速化工事
老朽化した北東回廊の設備を更新するプロジェクト「コネクトNEC2035（CONNECT NEC 2035: C35）」の一環で2017年9月完了を目標にニューブランズウィック駅-トレントン駅間をアセラ・エクスプレスが時速250キロメートルで走行出来るように現在工事中である。
工事完了は遅れて2024年完成見込みである。C35プロジェクトの完了する2035年には、アセラエクスプレスが最高速度で走行可能な区間が現在のおよそ４倍にあたる約212キロメートルまで拡大する予定である。

### ゲートウェイプロジェクト
2026年完成を目標にニューアーク駅とニューヨークペン駅間に新たにトンネル新線を建設し現在は複線の区間の複々線にする計画が進行中である。
2025年現在、工事は着工され、2035年の開業を目指している。

### 北東回廊の区間を営業していた過去の鉄道会社
ニューヨーク・ニューヘイブン・アンド・ハートフォード鉄道の区間
- ボストン・アンド・プロビデンス鉄道 (Boston and Providence Railroad) （ボストン - プロビデンス間、1835年7月28日にカントン高架橋 (Canton Viaduct) 完成により開通、プロビデンスへの線路変更は1847年、ボストンにおける線路変更は1899年）
- ニューヨーク・プロビデンス・アンド・ボストン鉄道 (New York) （プロビデンス - ストニントン (Stonington) 間、1837年開通、1848年プロビデンスにおいて線路変更）
- ニューヘイブン・ニューロンドン・アンド・ストニントン鉄道 (New Haven, New London and Stonington Railroad) （ストニントン - ニューヘイブン間、コネチカット川の橋以外のニューロンドン - ニューヘイブン間は1852年開通、テムズ川 (Thames River) 以外のストニントン - ニューロンドン間は1858年開通、コネチカット川の橋は1870年代、テムズ川の橋は1899年開通、1894年ニューヘイブンにおける線路変更）
- ニューヨーク・アンド・ニューヘイブン鉄道 (New York and New Haven Railroad) （ニューヘイブン - ニューロシェル間、1849年開通）
- ハーレム・リバー・アンド・ポート・チェスター鉄道 (Harlem River and Port Chester Railroad) （ニューロシェル - ポート・モリス (Port Morris) 間、1873年開通）

ニューヨーク・ニューヘイブン・アンド・ハートフォード鉄道とペンシルバニア鉄道の共同所有区間
- ニューヨーク・コネクティング鉄道 (New York Connecting Railroad) （ポート・モリス - サニーサイド・ヤード間、1917年開通）

ペンシルバニア鉄道の区間
- ペンシルバニア・トンネル・アンド・ターミナル鉄道 (Pennsylvania Tunnel and Terminal Railroad) （サニーサイド・ヤード - キアニー・ジャンクション (Kearny Junction) 間、1910年開通）
- ユナイテッド・ニュージャージー鉄道運河（カーニー・ジャンクション - トレントン間、1834年から1839年にかけて開通、トレントンでのフィラデルフィア・アンド・トレントン鉄道への接続は1841年、1863年モンマス・ジャンクション (Monmouth Junction) - トレントン間の線路変更、1870年ハリソン (Harrison) とニューアークにおける線路変更）
- フィラデルフィア・アンド・トレントン鉄道 (Philadelphia and Trenton Railroad) （トレントン - フランクフォード・ジャンクション (Frankford Junction) 間、1834年開通）
- コネクティング鉄道 (Connecting Railway) （フランクフォード・ジャンクション - ズー・タワー (Zoo Tower) 間、1867年開通）
- ジャンクション鉄道 (Junction Railroad) （ズー・タワー - グレイズ・フェリー (Grays Ferry) 間、1863年から1866年にかけて開通）
- フィラデルフィア・ウィルミントン・アンド・ボルチモア鉄道 (Philadelphia) （グレイズ・フェリー - ベイビュー・ヤード (Bayview Yard) 間、1837年から1838年にかけて開通、サスケハナ川の橋は1866年・1906年に開通）
- ユニオン鉄道 (Uniton Railroad) （ベイビュー・ヤード - ペンシルベニア駅（ボルチモア）、1873年開通）
- ボルチモア・アンド・ポトマック鉄道 (Baltimore and Potomac Railroad) （ペンシルベニア駅（ボルチモア） - ランドオーバー (Landover)、1872年から1873年にかけて開通）
- ワシントン・ターミナル会社 (Washington Terminal Company) （ランドオーバー - ワシントンD.C間、1907年開通）

## 駅一覧
列車名・会社ごとの停車駅一覧
- アムトラック関連: AE = アセラ・エクスプレス、AD = アディロンダック (Adirondack)、CD = カーディナル (Cardinal)、CL = カロライニアン (Carolinian)、CPL = キャピトル・リミテッド (Capitol Limited)、CS = クレセント (Crescent)、EAE= イーサン・アレン・エクスプレス (Ethan Allen Express)、ES = エンパイア・サービス (Empire Service)、KS = キーストーン・サービス (Keystone Service)、LS = レイク・ショア・リミテッド (Lake Shore Limited)、ML = メイプル・リーフ (Maple Leaf)、NR = ノースイースト・リージョナル (Northeast Regional)、PA = ペンシルバニアン (Pennsylvanian)、PL = パルメット (Palmetto)、SM = シルバー・メティオ (Silver Meteor)、SS = シルバー・スター (Silver Star)、VT = バーモンター (Vermonter)、これらの列車のすべてが記号で示されている駅に必ず止まるわけではない。
- MARC: Maryland Area Rail Commuter (MARC Train) ペン線の列車
- MBTA: マサチューセッツ湾交通局 プロビデンス/ストートン線、フランクリン線、ニーダム線、フラミンガム/ウースター線の列車
- MNR: メトロノース鉄道 ニューヘイブン線、ダンベリー支線、ニューケーナン支線、ウォーターベリー支線の列車
- NJT: ニュージャージー・トランジット アトランティックシティ・エクスプレス・サービス、アトランティックシティ線、モントクレア-ブーントン線、モリスタウン線、グラッドストン支線、ノース・ジャージー・コースト線、北東回廊線の列車
- SEPTA: 南東ペンシルベニア交通局 R1系統、R2系統、R3系統、R7系統、R8系統の列車
- SLE: コネチカットショア・ライン・イーストの列車

| マサチューセッツ州                                                                | ボストン                     | サウス駅（ボストン南駅）                       | 228.7     | AE NR LS                                                                  | MBTA                                                                      | MBTAレッドライン、通勤列車プリマス・ミドルバラ方面 |                                     |                                     |                                     |
| マサチューセッツ州                                                                | ボストン                     | バック・ベイ駅                                 | 227.6     | AE NR LS                                                                  | MBTA                                                                      | MBTAオレンジライン、通勤列車ウースター方面 |                                     |                                     |                                     |
| マサチューセッツ州                                                                | ボストン                     | ラグルズ駅                                     | 226.5     |                                                                           | MBTA                                                                      | MBTAオレンジライン |                                     |                                     |                                     |
| マサチューセッツ州                                                                | ボストン                     | ハイド・パーク駅                               | 220.6     |                                                                           | MBTA                                                                      | MBTAオレンジライン |                                     |                                     |                                     |
| マサチューセッツ州                                                                | ウェストウッド               | ルート128駅                                    | 217.3     | AE NR                                                                     | MBTA                                                                      | 通勤列車、パークアンドライド |                                     |                                     |                                     |
| マサチューセッツ州                                                                | カントン                     | カントン・ジャンクション駅                     | 213.9     |                                                                           | MBTA                                                                      | MBTA通勤列車ストートン方面 |                                     |                                     |                                     |
| マサチューセッツ州                                                                | シャロン                     | シャロン駅                                     | 210.8     |                                                                           | MBTA                                                                      | |                                     |                                     |                                     |
| マサチューセッツ州                                                                | マンスフィールド             | マンスフィールド駅                             | 204.0     |                                                                           | MBTA                                                                      | |                                     |                                     |                                     |
| マサチューセッツ州                                                                | アトルボロ                   | アトルボロ駅                                   | 196.9     |                                                                           | MBTA                                                                      | |                                     |                                     |                                     |
| マサチューセッツ州                                                                | アトルボロ                   | サウス・アトルボロ駅                           | 191.9     |                                                                           | MBTA                                                                      | |                                     |                                     |                                     |
|                                                                                   |                              |                                                | 190.8     | マサチューセッツ/ロードアイランド州境                                     | マサチューセッツ/ロードアイランド州境                                     | マサチューセッツ/ロードアイランド州境 |                                     |                                     |                                     |
| ロードアイランド州                                                                | プロビデンス                 | プロビデンス駅                                 | 185.1     | AE NR                                                                     | MBTA                                                                      | |                                     |                                     |                                     |
| ロードアイランド州                                                                | ウォリック                   | T・F・グリーン空港駅                           |           |                                                                           | MBTA                                                                      | 2010年12月6日開業 |                                     |                                     |                                     |
| ロードアイランド州                                                                | ノースキングスタウン         | ウィックフォードジャンクション駅               | 165.8     |                                                                           | MBTA                                                                      | 2012年4月23日開業 |                                     |                                     |                                     |
| ロードアイランド州                                                                | サウスキングスタウン         | キングストン駅                                 | 158.1     | NR                                                                        |                                                                           | |                                     |                                     |                                     |
| ロードアイランド州                                                                | ウェスタリー                 | ウェスタリー駅                                 | 141.3     | NR                                                                        |                                                                           | |                                     |                                     |                                     |
|                                                                                   |                              |                                                | 141.1     | ロードアイランド/コネチカット州境                                         | ロードアイランド/コネチカット州境                                         | ロードアイランド/コネチカット州境 |                                     |                                     |                                     |
| コネチカット州                                                                    | ストニントン                 | ミスティック駅                                 | 132.3     | NR                                                                        |                                                                           | |                                     |                                     |                                     |
| コネチカット州                                                                    | ニューロンドン               | ニューロンドン・ユニオン駅                     | 122.9     | AE NR                                                                     | SLE                                                                       | |                                     |                                     |                                     |
| コネチカット州                                                                    | オールド・セイブルック       | オールド・セイブルック駅                       | 105.1     | NR                                                                        | SLE                                                                       | |                                     |                                     |                                     |
| コネチカット州                                                                    | ウェスト・ブルック           | ウェスト・ブルック駅                           | 101.2     |                                                                           | SLE                                                                       | |                                     |                                     |                                     |
| コネチカット州                                                                    | クリントン                   | クリントン駅                                   | 96.8      |                                                                           | SLE                                                                       | |                                     |                                     |                                     |
| コネチカット州                                                                    | マディソン                   | マディソン駅                                   | 93.1      |                                                                           | SLE                                                                       | |                                     |                                     |                                     |
| コネチカット州                                                                    | ギルフォード                 | ギルフォード駅                                 | 88.8      |                                                                           | SLE                                                                       | |                                     |                                     |                                     |
| コネチカット州                                                                    | ブランフォード               | ブランフォード駅                               | 81.4      |                                                                           | SLE                                                                       | |                                     |                                     |                                     |
| コネチカット州                                                                    |                              |                                                | 72.9      | メトロノース鉄道/アムトラック分界点                                       | メトロノース鉄道/アムトラック分界点                                       | メトロノース鉄道/アムトラック分界点 |                                     |                                     |                                     |
| コネチカット州                                                                    | ニューヘイブン               | ステート・ストリート駅                         | 72.7      |                                                                           | MNR SLE                                                                   | |                                     |                                     |                                     |
| コネチカット州                                                                    | ニューヘイブン               | ユニオン駅                                     | 72.3      | AE NR VT                                                                  | MNR SLE                                                                   | アムトラックハートフォード・スプリングフィールド方面 |                                     |                                     |                                     |
| コネチカット州                                                                    | ウェスト・ヘイブン           | ウェスト・ヘイブン駅                           |           |                                                                           | MNR                                                                       | 2013年8月18日開業 |                                     |                                     |                                     |
| コネチカット州                                                                    | ミルフォード                 | ミルフォード駅                                 | 63.3      |                                                                           | MNR                                                                       | |                                     |                                     |                                     |
| コネチカット州                                                                    | ストラットフォード           | ストラットフォード駅                           | 59.0      |                                                                           | MNR                                                                       | メトロノース鉄道ウォーターベリー方面 |                                     |                                     |                                     |
| コネチカット州                                                                    | ブリッジポート               | ブリッジポート駅                               | 55.4      | NR VT                                                                     | MNR SLE                                                                   | |                                     |                                     |                                     |
| コネチカット州                                                                    | フェアフィールド             | フェアフィールド・メトロ駅                     |           |                                                                           | MNR                                                                       | |                                     |                                     |                                     |
| コネチカット州                                                                    | フェアフィールド             | フェアフィールド駅                             | 50.6      |                                                                           | MNR                                                                       | |                                     |                                     |                                     |
| コネチカット州                                                                    | フェアフィールド             | サウスポート駅                                 | 48.9      |                                                                           | MNR                                                                       | |                                     |                                     |                                     |
| コネチカット州                                                                    | ウェストポート               | グリーンズ・ファームズ駅                       | 47.2      |                                                                           | MNR                                                                       | |                                     |                                     |                                     |
| コネチカット州                                                                    | ウェストポート               | ウェストポート駅                               | 44.2      |                                                                           | MNR                                                                       | |                                     |                                     |                                     |
| コネチカット州                                                                    | ノーウォーク                 | イースト・ノーウォーク駅                       | 42.1      |                                                                           | MNR                                                                       | |                                     |                                     |                                     |
| コネチカット州                                                                    | ノーウォーク                 | サウス・ノーウォーク駅                         | 41.0      |                                                                           | MNR                                                                       | メトロノース鉄道ダンベリー方面 |                                     |                                     |                                     |
| コネチカット州                                                                    | ノーウォーク                 | ロウェイトン駅                                 | 39.2      |                                                                           | MNR                                                                       | |                                     |                                     |                                     |
| コネチカット州                                                                    | デリエン                     | デリエン駅                                     | 37.7      |                                                                           | MNR                                                                       | |                                     |                                     |                                     |
| コネチカット州                                                                    | デリエン                     | ノロトン・ハイツ駅                             | 36.2      |                                                                           | MNR                                                                       | |                                     |                                     |                                     |
| コネチカット州                                                                    | スタンフォード               | スタンフォード駅                               | 33.1      | AE NR VT                                                                  | MNR SLE                                                                   | メトロノース鉄道ニューケーナン方面 |                                     |                                     |                                     |
| コネチカット州                                                                    | グリニッジ                   | オールド・グリニッジ駅                         | 31.3      |                                                                           | MNR                                                                       | |                                     |                                     |                                     |
| コネチカット州                                                                    | グリニッジ                   | リバーサイド駅                                 | 30.3      |                                                                           | MNR                                                                       | |                                     |                                     |                                     |
| コネチカット州                                                                    | グリニッジ                   | コス・コブ駅                                   | 29.6      |                                                                           | MNR                                                                       | |                                     |                                     |                                     |
| コネチカット州                                                                    | グリニッジ                   | グリニッジ駅                                   | 28.1      |                                                                           | MNR                                                                       | |                                     |                                     |                                     |
|                                                                                   |                              |                                                | 26.1      | コネチカット/ニューヨーク州境                                             | コネチカット/ニューヨーク州境                                             | コネチカット/ニューヨーク州境 |                                     |                                     |                                     |
| ニューヨーク州                                                                    | ポート・チェスター           | ポート・チェスター駅                           | 25.7      |                                                                           | MNR                                                                       | |                                     |                                     |                                     |
| ニューヨーク州                                                                    | ライ                         | ライ駅                                         | 24.1      |                                                                           | MNR                                                                       | |                                     |                                     |                                     |
| ニューヨーク州                                                                    | ハリソン                     | ハリソン駅                                     | 22.2      |                                                                           | MNR                                                                       | |                                     |                                     |                                     |
| ニューヨーク州                                                                    | ママロネック                 | ママロネック駅                                 | 20.5      |                                                                           | MNR                                                                       | |                                     |                                     |                                     |
| ニューヨーク州                                                                    | ラーチモント                 | ラーチモント駅                                 | 18.7      |                                                                           | MNR                                                                       | |                                     |                                     |                                     |
| ニューヨーク州                                                                    | ニューロシェル               | ニューロシェル駅                               | 16.6      | NR                                                                        | MNR                                                                       | メトロノース鉄道グランド・セントラル駅方面 |                                     |                                     |                                     |
| ニューヨーク州                                                                    | ニューヨーク                 | ペンシルベニア駅                               | 0.0       | AE AD CD CL CS EAE ES KS LS ML NR PA PL SM SS VT                          | LIRR NJT                                                                  | ニューヨーク市都市交通局: A線・C線・E線（8番通り駅） 1線・2線・3線（7番通り駅） ロングアイランド鉄道                                                                                              |                                     |                                     |                                     |
|                                                                                   |                              |                                                | 1.2       | ニューヨーク/ニュージャージー州境                                         | ニューヨーク/ニュージャージー州境                                         | ニューヨーク/ニュージャージー州境 |                                     |                                     |                                     |
| ニュージャージー州                                                                | セカーカス                   | セカーカス・ジャンクション駅                   | 5.0       |                                                                           | NJT                                                                       | ニュージャージー・トランジット ホーボーケン・ニュージャージー州北部方面 |                                     |                                     |                                     |
| ニュージャージー州                                                                | セカーカス/ハリソン          | ポータル橋                                     | 7.0       |                                                                           |                                                                           | ハッケンサック川に架かる可動橋 |                                     |                                     |                                     |
| ニュージャージー州                                                                | ハリソン                     | スウィフト                                     | 7.3       |                                                                           |                                                                           | ニュージャージー・トランジット モリス・アンド・エセックス線 ドーバー、ハケッツタウン、グラッドストーン方面、モントクレア-ブーントン線モントクレア・ハイツ、ドーバー・ハケッツタウン方面との分岐点 |                                     |                                     |                                     |
| ニュージャージー州                                                                | ハリソン                     | ハドソン                                       | 8.0       |                                                                           |                                                                           | かつてのマンハッタン・トランスファー駅の地点、現在はニュージャージー・トランジットのキアニー・コネクション、アムトラックのニューヨーク・コネクティング鉄道およびペン本線の分岐点                  |                                     |                                     |                                     |
| ニュージャージー州                                                                | ハリソン                     | ハドソン・ヤード                               | 8.5       |                                                                           |                                                                           | アムトラックおよびニュージャージー・トランジットの操車場 |                                     |                                     |                                     |
| ニュージャージー州                                                                | ニューアーク                 | ドック                                         | 8.8       |                                                                           |                                                                           | パセーイク川の可動橋 |                                     |                                     |                                     |
| ニュージャージー州                                                                | ニューアーク                 | ペンシルベニア駅                               | 9.0       | AE CD CL CS KS NR PA PL SM SS VT                                          | NJT                                                                       | ニューアーク地下鉄、パストレイン |                                     |                                     |                                     |
| ニュージャージー州                                                                | ニューアーク                 | クリフ                                         | 10.0      |                                                                           |                                                                           | かつてのニューアーク・サウス・ストリート駅、ニューアーク駅への南側の入り口 |                                     |                                     |                                     |
| ニュージャージー州                                                                | ニューアーク                 | ハンター                                       | 10.8      |                                                                           |                                                                           | ニュージャージー・トランジット ラリタン・バレー線のハイブリッジ、ラリタン方面の分岐点、コンレール リーハイ・バレー線とレディング線ウェスト・トレントン方面                                        |                                     |                                     |                                     |
| ニュージャージー州                                                                | ニューアーク                 | ニューアーク空港駅                             | 12.0      | KS NR                                                                     | NJT                                                                       | エアトレイン |                                     |                                     |                                     |
| ニュージャージー州                                                                | ニューアーク                 | レーン                                         | 12.6      |                                                                           |                                                                           | コンレール グリーンビル・アンド・パセーイック・アンド・ハーシムス支線方面 |                                     |                                     |                                     |
| ニュージャージー州                                                                | エリザベス                   | ノース・エリザベス駅                           | 13.4      |                                                                           | NJT                                                                       | |                                     |                                     |                                     |
| ニュージャージー州                                                                | エリザベス                   | エリザベス駅                                   | 14.5      |                                                                           | NJT                                                                       | |                                     |                                     |                                     |
| ニュージャージー州                                                                | エリザベス                   | エルモラ                                       | 15.0      |                                                                           |                                                                           | 信号扱所 |                                     |                                     |                                     |
| ニュージャージー州                                                                | エリザベス                   | サウス・エリザベス駅                           | 15.1      |                                                                           |                                                                           | 廃止駅 |                                     |                                     |                                     |
| ニュージャージー州                                                                | リンデン                     | リンデン駅                                     | 17.7      |                                                                           | NJT                                                                       | |                                     |                                     |                                     |
| ニュージャージー州                                                                | ラーウェイ                   | ノース・ラーウェイ駅                           | 19.2      |                                                                           | NJT                                                                       | 廃止駅 |                                     |                                     |                                     |
| ニュージャージー州                                                                | ラーウェイ                   | ラーウェイ駅                                   | 19.8      |                                                                           | NJT                                                                       | |                                     |                                     |                                     |
| ニュージャージー州                                                                | ラーウェイ                   | ユニオン                                       | 20.0      |                                                                           |                                                                           | ニュージャージー・トランジット ノース・ジャージー・コースト線ベイヘッド方面 |                                     |                                     |                                     |
| ニュージャージー州                                                                | ウッドブリッジ               | コロニア駅                                     | 21.9      |                                                                           |                                                                           | 廃止駅 |                                     |                                     |                                     |
| ニュージャージー州                                                                | ウッドブリッジ               | アイスリン駅                                   | 23.0      |                                                                           |                                                                           | 廃止駅 |                                     |                                     |                                     |
| ニュージャージー州                                                                | ウッドブリッジ               | メトロパーク駅                                 | 23.2      | AE KS NR VT                                                               | NJT                                                                       | パークアンドライド |                                     |                                     |                                     |
| ニュージャージー州                                                                | メタチェン                   | メタチェン駅                                   | 26.2      |                                                                           | NJT                                                                       | |                                     |                                     |                                     |
| ニュージャージー州                                                                | メタチェン                   | リンカーン                                     | 26.4      |                                                                           |                                                                           | 信号扱所 |                                     |                                     |                                     |
| ニュージャージー州                                                                | エジソン                     | エジソン駅                                     | 29.3      |                                                                           | NJT                                                                       | |                                     |                                     |                                     |
| ニュージャージー州                                                                | ニューブランズウィック       | ニューブランズウィック駅                       | 31.7      | KS ANR                                                                    | NJT                                                                       | |                                     |                                     |                                     |
| ニュージャージー州                                                                | ニューブランズウィック       | カウンティ                                     | 33.2      |                                                                           |                                                                           | コンレール ミルストーン・ランニング・トラック分岐点 |                                     |                                     |                                     |
| ニュージャージー州                                                                | ノースブランズウィック       | ジャージー・アベニュー駅                       | 33.1      |                                                                           | NJT                                                                       | パークアンドライド |                                     |                                     |                                     |
| ニュージャージー州                                                                | ノースブランズウィック       | アダムス駅                                     | 35.9      |                                                                           |                                                                           | 廃止駅 |                                     |                                     |                                     |
| ニュージャージー州                                                                | サウスブランズウィック       | ディーンズ駅                                   | 38.9      |                                                                           |                                                                           | 廃止駅 |                                     |                                     |                                     |
| ニュージャージー州                                                                | サウスブランズウィック       | マンモス・ジャンクション駅                     | 41.4      |                                                                           |                                                                           | 廃止駅 |                                     |                                     |                                     |
| ニュージャージー州                                                                | サウスブランズウィック       | ミッドウェイ                                   | 41.6      |                                                                           |                                                                           | 信号扱所、コンレール ジェームスバーグ支線分岐点 |                                     |                                     |                                     |
| ニュージャージー州                                                                | プリンストン・ジャンクション | ナッソー                                       | 47.3      |                                                                           |                                                                           | ニュージャージー・トランジット プリンストン支線との分岐点 |                                     |                                     |                                     |
| ニュージャージー州                                                                | プリンストン・ジャンクション | プリンストン・ジャンクション駅                 | 47.4      | KS NR                                                                     | NJT                                                                       | ニュージャージー・トランジット プリンストン支線プリンストン方面 |                                     |                                     |                                     |
| ニュージャージー州                                                                | ハミルトン                   |                                                | 54.0      | かつてのペンシルバニア鉄道ニュージャージー地区/フィラデルフィア地区分界点 | かつてのペンシルバニア鉄道ニュージャージー地区/フィラデルフィア地区分界点 | かつてのペンシルバニア鉄道ニュージャージー地区/フィラデルフィア地区分界点 |                                     |                                     |                                     |
| ニュージャージー州                                                                | ハミルトン                   | ハミルトン駅                                   | 54.4      |                                                                           | NJT                                                                       | |                                     |                                     |                                     |
| ニュージャージー州                                                                | ハミルトン                   | ミルハム                                       | 54.9      |                                                                           |                                                                           | 信号扱所 |                                     |                                     |                                     |
| ニュージャージー州                                                                | トレントン                   | フェア                                         | 56.8      |                                                                           |                                                                           | ベルベデーア-デラウェア線分岐点、かつてのボーデンタウン線の分岐点、現在のアムトラックのニューヨーク地区/フィラデルフィア地区分界点                                                                |                                     |                                     |                                     |
| ニュージャージー州                                                                | トレントン                   | トレントン駅                                   | 57.1      | AE CD CL CS KS NR PA SM SS VT                                             | SEPTA NJT                                                                 | ニュジャージー・トランジット リバー線カムデン方面 |                                     |                                     |                                     |
|                                                                                   |                              |                                                | 57.7      | ニュージャージー/ペンシルベニア州境                                       | ニュージャージー/ペンシルベニア州境                                       | ニュージャージー/ペンシルベニア州境 | ニュージャージー/ペンシルベニア州境 | ニュージャージー/ペンシルベニア州境 | ニュージャージー/ペンシルベニア州境 |
| ペンシルベニア州                                                                  | モリスビル                   | モリスビル駅                                   | 58.5      |                                                                           |                                                                           | 廃止駅 |                                     |                                     |                                     |
| ペンシルベニア州                                                                  | モリスビル                   | モリス                                         | 58.6      |                                                                           |                                                                           | コンレール トレントン支線およびモリスビル・ヤード方面分岐点 |                                     |                                     |                                     |
| ペンシルベニア州                                                                  | タリータウン                 | レビタウン駅                                   | 63.6      |                                                                           | SEPTA                                                                     | |                                     |                                     |                                     |
| ペンシルベニア州                                                                  | ブリストル                   | ブリストル駅                                   | 66.8      |                                                                           | SEPTA                                                                     | |                                     |                                     |                                     |
| ペンシルベニア州                                                                  | ブリストル・タウンシップ     | クロイドン駅                                   | 69.7      |                                                                           | SEPTA                                                                     | |                                     |                                     |                                     |
| ペンシルベニア州                                                                  | ベンサレム                   | エディントン駅                                 | 71.3      |                                                                           | SEPTA                                                                     | |                                     |                                     |                                     |
| ペンシルベニア州                                                                  | コーンウェルズ・ハイツ       | コーンウェルズ・ハイツ駅                       | 72.5      | KS NR                                                                     | SEPTA                                                                     | |                                     |                                     |                                     |
| ペンシルベニア州                                                                  | フィラデルフィア             | トレスデール駅                                 | 74.6      |                                                                           | SEPTA                                                                     | |                                     |                                     |                                     |
| ペンシルベニア州                                                                  | フィラデルフィア             | ホームズバーグ・ジャンクション駅               | 77.2      |                                                                           | SEPTA                                                                     | |                                     |                                     |                                     |
| ペンシルベニア州                                                                  | フィラデルフィア             | タコニー駅                                     | 78.2      |                                                                           | SEPTA                                                                     | |                                     |                                     |                                     |
| ペンシルベニア州                                                                  | フィラデルフィア             | ブライズバーグ駅                               | 80.1      |                                                                           | SEPTA                                                                     | |                                     |                                     |                                     |
| ペンシルベニア州                                                                  | フィラデルフィア             | フランクフォード・ジャンクション               | 81.8      |                                                                           |                                                                           | アトランティックシティ・エクスプレス・サービスおよびアトランティックシティ線アトランティックシティ方面分岐                                                                                        |                                     |                                     |                                     |
| ペンシルベニア州                                                                  | フィラデルフィア             | ノース・フィラデルフィア駅                     | 85.1      | KS NR                                                                     | SEPTA                                                                     | |                                     |                                     |                                     |
| ペンシルベニア州                                                                  | フィラデルフィア             | ズー信号所                                     | 88.1 0    |                                                                           |                                                                           | |                                     |                                     |                                     |
| ペンシルベニア州                                                                  | フィラデルフィア             | 30番通り（30丁目）駅                           | 1.5       | AE CD CL CS KS NR PA PL SM SS VT                                          | SEPTA                                                                     | ニュージャージー・トランジット アトランティックシティ線、SEPTAの通勤列車 |                                     |                                     |                                     |
| ペンシルベニア州                                                                  | フィラデルフィア             | ユニバーシティ・シティ駅                       | 1.8       |                                                                           | SEPTA                                                                     | SEPTA フィラデルフィア国際空港、エルウィン、デラウェア方面 |                                     |                                     |                                     |
| ペンシルベニア州                                                                  | ダービー                     | ダービー駅                                     | 6.1       |                                                                           | SEPTA                                                                     | |                                     |                                     |                                     |
| ペンシルベニア州                                                                  | シャロン・ヒル               | カーティス・パーク駅                           | 6.5       |                                                                           | SEPTA                                                                     | |                                     |                                     |                                     |
| ペンシルベニア州                                                                  | シャロン・ヒル               | シャロン・ヒル駅                               | 7.2       |                                                                           | SEPTA                                                                     | |                                     |                                     |                                     |
| ペンシルベニア州                                                                  | フォルクロフト               | フォルクロフト駅                               | 7.7       |                                                                           | SEPTA                                                                     | |                                     |                                     |                                     |
| ペンシルベニア州                                                                  | グレンオールデン             | グレンオールデン駅                             | 8.3       |                                                                           | SEPTA                                                                     | |                                     |                                     |                                     |
| ペンシルベニア州                                                                  | ノーウッド                   | ノーウッド駅                                   | 9.0       |                                                                           | SEPTA                                                                     | |                                     |                                     |                                     |
| ペンシルベニア州                                                                  | プロスペクト・パーク         | プロスペクト・パーク駅                         | 9.7       |                                                                           | SEPTA                                                                     | |                                     |                                     |                                     |
| ペンシルベニア州                                                                  | リドリー・パーク             | リドリー・パーク駅                             | 10.4      |                                                                           | SEPTA                                                                     | |                                     |                                     |                                     |
| ペンシルベニア州                                                                  | リドリー・パーク             | クラム・リン駅                                 | 11.1      |                                                                           | SEPTA                                                                     | |                                     |                                     |                                     |
| ペンシルベニア州                                                                  | エディストーン               | エディストーン駅                               | 12.3      |                                                                           | SEPTA                                                                     | |                                     |                                     |                                     |
| ペンシルベニア州                                                                  | チェスター                   | チェスター・トランスポーテーション・センター駅 | 13.4      |                                                                           | SEPTA                                                                     | |                                     |                                     |                                     |
| ペンシルベニア州                                                                  | チェスター                   | ラモキン・ストリート駅                         |           |                                                                           | SEPTA                                                                     | フラッグストップ駅、2003年廃止 |                                     |                                     |                                     |
| ペンシルベニア州                                                                  | チェスター                   | ハイランド・アベニュー駅                       | 15.5      |                                                                           | SEPTA                                                                     | |                                     |                                     |                                     |
| ペンシルベニア州                                                                  | マーカス・フック             | マーカス・フック駅                             | 16.7      |                                                                           | SEPTA                                                                     | |                                     |                                     |                                     |
|                                                                                   |                              |                                                | 18.2      | ペンシルベニア/デラウェア州境                                             | ペンシルベニア/デラウェア州境                                             | ペンシルベニア/デラウェア州境 | ペンシルベニア/デラウェア州境       | ペンシルベニア/デラウェア州境       | ペンシルベニア/デラウェア州境       |
| デラウェア州                                                                      | クレイモント                 | クレイモント駅                                 | 19.6      |                                                                           | SEPTA                                                                     | |                                     |                                     |                                     |
| デラウェア州                                                                      | ウィルミントン               | ウィルミントン駅                               | 26.8      | AE CD CL CS NR PL SM SS VT                                                | SEPTA                                                                     | |                                     |                                     |                                     |
| デラウェア州                                                                      | ウィルミントン               | チャーチマンズ・クロッシング駅                 | 32.5      |                                                                           | SEPTA                                                                     | |                                     |                                     |                                     |
| デラウェア州                                                                      | ニューアーク                 | ニューアーク駅                                 | 38.7      | NR                                                                        | SEPTA                                                                     | |                                     |                                     |                                     |
|                                                                                   |                              |                                                | 41.5      | デラウェア/メリーランド州境                                               | デラウェア/メリーランド州境                                               | デラウェア/メリーランド州境 |                                     |                                     |                                     |
| メリーランド州                                                                    | ペリービル                   | ペリービル駅                                   | 59.5      |                                                                           | MARC                                                                      | |                                     |                                     |                                     |
| メリーランド州                                                                    | アバディーン                 | アバディーン駅                                 | 65.5      | NR                                                                        | MARC                                                                      | |                                     |                                     |                                     |
| メリーランド州                                                                    | エッジウッド                 | エッジウッド駅                                 | 75.6      |                                                                           | MARC                                                                      | |                                     |                                     |                                     |
| メリーランド州                                                                    | エセックス                   | マーティン・ステート空港駅                     | 84.2      |                                                                           | MARC                                                                      | |                                     |                                     |                                     |
| メリーランド州                                                                    | ボルチモア                   | ペンシルベニア駅                               | 95.7      | AE CD CL CS NR PL SM SS VT                                                | MARC                                                                      | メリーランド交通局ライトレール |                                     |                                     |                                     |
| メリーランド州                                                                    | ボルチモア                   | ウェスト・ボルチモア駅                         | 99.4      |                                                                           | MARC                                                                      | |                                     |                                     |                                     |
| メリーランド州                                                                    | ハレソープ                   | ハレソープ駅                                   | 103.0     |                                                                           | MARC                                                                      | |                                     |                                     |                                     |
| メリーランド州                                                                    | リンティカム                 | ボルチモア・ワシントン国際空港駅               | 107.7     | AE CD CL NR VT                                                            | MARC                                                                      | |                                     |                                     |                                     |
| メリーランド州                                                                    | オデントン                   | オデントン駅                                   | 113.6     |                                                                           | MARC                                                                      | |                                     |                                     |                                     |
| メリーランド州                                                                    | ブーイ                       | ブーイ駅                                       | 119.4     |                                                                           | MARC                                                                      | CSXトランスポーテーションのポープス・クリーク支線との間でデルタ線になっている |                                     |                                     |                                     |
| メリーランド州                                                                    | シーブルック                 | シーブルック駅                                 | 124.7     |                                                                           | MARC                                                                      | |                                     |                                     |                                     |
| メリーランド州                                                                    | ニュー・カロルトン           | ニュー・カロルトン駅                           | 126.1     | NR VT                                                                     | MARC                                                                      | ワシントンメトロオレンジライン、パークアンドライド |                                     |                                     |                                     |
| メリーランド州                                                                    | ランドオーバー               | ランドオーバー信号所                           | 127.8     |                                                                           |                                                                           | CSXトランスポーテーションランドオーバー支線との分岐点 |                                     |                                     |                                     |
|                                                                                   |                              |                                                | 131.4     | メリーランド/ワシントンD.C.州境                                           | メリーランド/ワシントンD.C.州境                                           | メリーランド/ワシントンD.C.州境 | メリーランド/ワシントンD.C.州境     | メリーランド/ワシントンD.C.州境     | メリーランド/ワシントンD.C.州境     |
| ワシントンD.C.                                                                    | ワシントンD.C.               | C信号所                                        | 135.9 1.1 |                                                                           |                                                                           | CSXトランスポーテーションのキャピタル支線、メトロポリタン支線との分岐点 |                                     |                                     |                                     |
| ワシントンD.C.                                                                    | ワシントンD.C.               | ユニオン駅                                     | 0.0       | AE CPL CD CL CS NR PL SM SS VT                                            | MARC VRE                                                                  | バージニア・レールウェイ・エクスプレス通勤列車、ワシントンメトロレッドライン、アムトラックのバージニア・シカゴ・ニューオーリンズ・マイアミ方面列車、MARC通勤列車                                  |                                     |                                     |                                     |
| NRはリンチバーグ方面/リッチモンド・ニューポートニューズ方面へそれぞれ一部乗り入れ |                              |                                                |           |                                                                           |                                                                           | |                                     |                                     |                                     |